# Ряаккюля
Ряаккюля (фин. Rääkkylä) — община в провинции Северная Карелия, губерния Восточная Финляндия, Финляндия. Общая площадь территории — 699,69 км², из которых 272,01 км² — вода.

## География

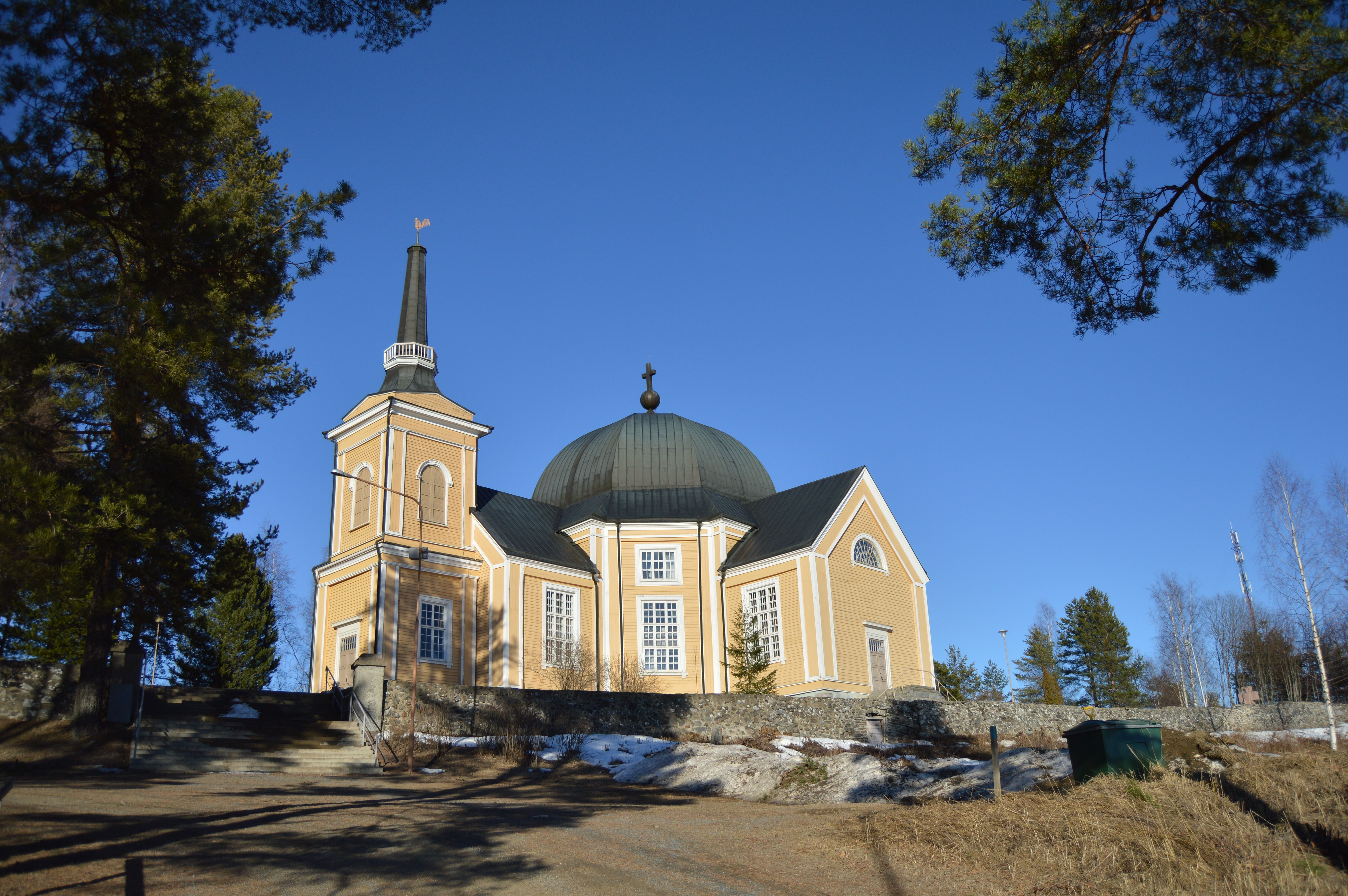
Церковь в Ряаккюля

Более трети территории муниципалитета составляет вода, поэтому Ряаккюля имеет статус островного муниципалитета. Большинство водоемов в округе относятся к озеру Оривеси, но есть здесь и другие озера, например Большое Онкамо и Малое Онкамо. Во время ледникового периода в этом районе образовались многочисленные хребтовые образования и озера, такие как Вуониеми-Киркковуори, Яама и Вихи. Благодаря обширным водно-болотным угодьям, таким как болота и мелководные заливы озер, Ряаккюля является важным местом гнездования птиц, и энтузиасты построили здесь множество башен для наблюдения за птицами.
Люди значительно повлияли на природу этого района, вырубая леса, а также осушая болота, поля и озёра. Здесь добывали гравий, грунт и глину для изготовления кирпича. В настоящее время добыча полезных ископаемых не ведётся.
Старых лесов в Ряаккюля практически не сохранилось, так как до 1800-х годов здесь широко практиковалось пожоговое земледелие. Отсюда название Расиваара.
На территории муниципалитета встречаются волки и медведи, недавно вернувшиеся в Ряаккюля. Сайменскую нерпу все еще можно найти в местных водоемах.

## Деревни
В муниципалитет Ряаккюля входят деревни Хаапасалми, Яама, Ниеминен, Синци, Расисало, Расиваара, Салокюля-Петсонлахти, Орависало и Вариссало.

## История
Нынешний муниципалитет Ряаккюля в XV веке принадлежал Китее и платил налоги Новгороду. Это были неспокойные пограничные земли, где случалось множество стычек между православными и лютеранами. Ряаккюля отделилась от Китее в 1857 году.
В XVII веке через Ряаккюля проходил важный для русских и карелов торговый путь.
Повышение уровня образования людей началось с передвижных школ. Первая постоянная школа открылась в центре посёлка в 1892 году. В 1950-х годах была создана частная школа, а девятилетняя школа стала важной частью жизни детей в начале 1970-х годов.

## Демография
На 31 января 2011 года в общине Ряаккюля проживало 2555 человек: 1333 мужчины и 1222 женщины.
Финский язык является родным для 96,83 % жителей, шведский — для 0,2 %. Прочие языки являются родными для 2,98 % жителей общины.
Возрастной состав населения:
- до 14 лет — 11,98 %
- от 15 до 64 лет — 60,23 %
- от 65 лет — 27,75 %

Изменение численности населения по годам:
| Год  | Численность |
| ---- | ----------- |
| 1980 | 4063        |
| 1990 | 3556        |
| 2000 | 3175        |
| 2010 | 2554        |
| 2011 | 2555        |
| 2017 | 2240        |

На конец 2017 года население муниципалитела составляло 2240 человек, из которых 588 человек жили в агломерациях, 1625 человек — в малонаселенных районах, координаты места проживания 27 жителей были неизвестны. Степень агломерации рассчитывается для тех жителей, чьи координаты проживания известны. Уровень агломерации Ряаккюля составляет 26,6 %. В церковной деревне Ряаккюля в 2017 году проживало 588 жителей.